# Onaldo Brancante Machado
Onaldo Brancante Machado (Rio de Janeiro, 19 de maio de 1893 — Rio de Janeiro, 27 de abril de 1963) foi um político brasileiro.
Bacharel em direito; ingressou no Ministério da Fazenda no cargo de Agente Fiscal do Imposto de consumo. Foi membro do 2º Conselho de Contribuintes e exerceu em caráter interino o cargo de Ministro da Fazenda no Governo Eurico Dutra, assumindo o ministério interinamente, de 15 a 22 de outubro de 1946.